# Cyrtochilum alboroseum
Cyrtochilum alboroseum är en orkidéart som först beskrevs av Stig Dalström, och fick sitt nu gällande namn av Stig Dalström. Cyrtochilum alboroseum ingår i släktet Cyrtochilum, och familjen orkidéer. Inga underarter finns listade i Catalogue of Life.